# Compostos fenòlics del vi

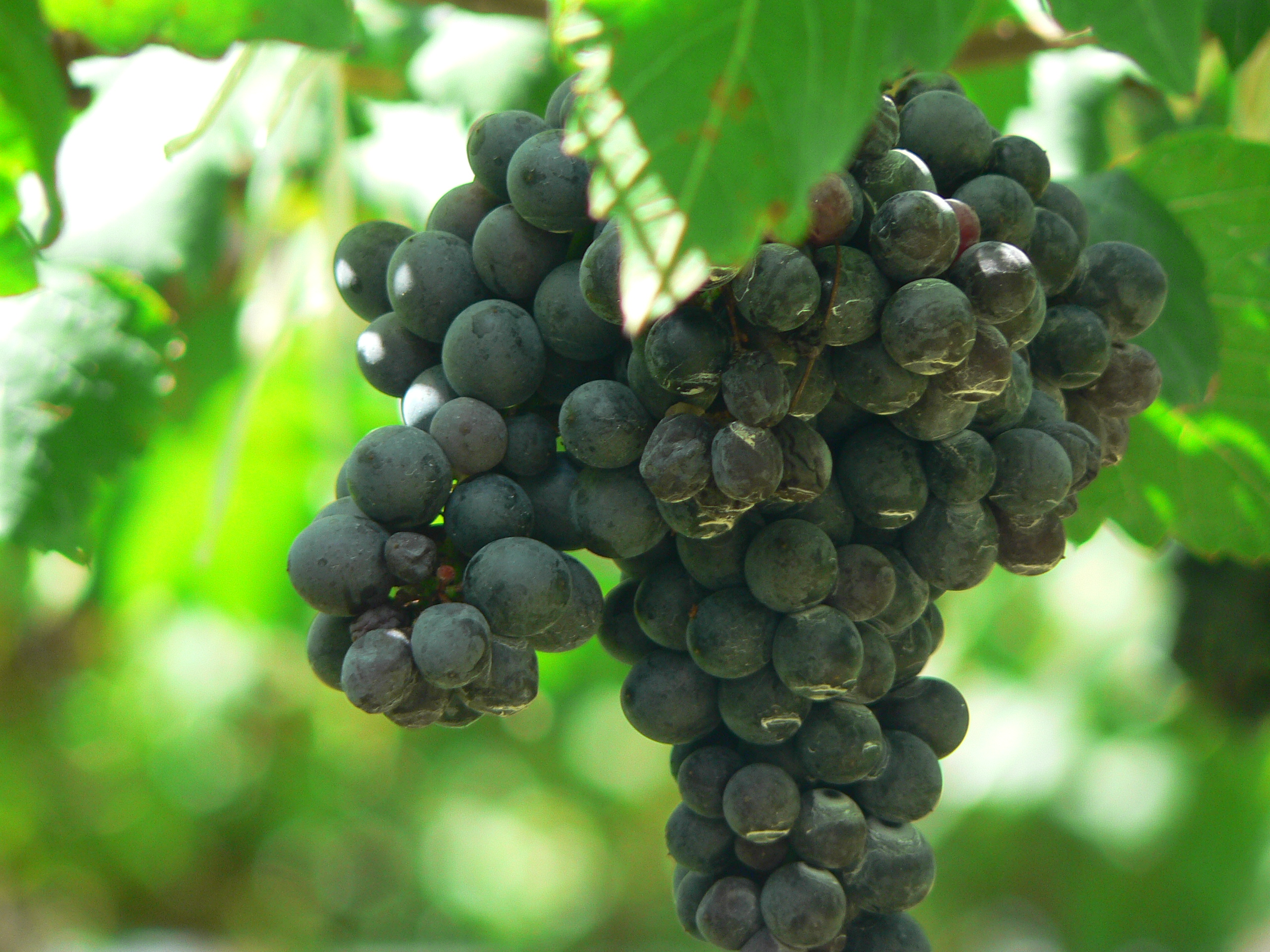
Els compostos fenòlics del raïm sirà contribueixen al gust, color i la textura en boca del vi.

Els compostos fenòlics del vi (fenols naturals i polifenols) són un ampli grup de centenars de compostos químics que afecten el sabor, el color i la textura en boca del vi. Aquests compostos inclouen àcids fenòlics, estilbens, flavonols, dihidroflavonols, antocianines i flavanols en versió monòmera (catequines) i polímera (proantocianidines). A grans trets, aquest gran grup de fenols naturals es pot dividir en dues categories: flavonoides i no flavonoides. Els flavonoides inclouen les antocianines i els tanins, que contribueixen al color i la textura en boca del vi. Els no flavonoides inclouen estilbenoides com ara els resveratrols i àcids fenòlics com ara l'àcid benzoic, l'àcid cafeic i l'àcid cinàmic.

## Origen
Els fenols naturals no estan distribuïts de manera uniforme al raïm. Els àcids fenòlics es troben principalment a la polpa i les antocianines i els estilbens es troben majoritàriament a la pell, mentre que els altres fenols (catequines, proantocianidines i flavonols) són especialment abundants a la pell i les llavors. Durant el cicle vital de la vinya, la llum solar incrementa la concentració de compostos fenòlics en els grans de raïm. El seu desenvolupament és un factor important de la gestió de cobricel. La proporció dels diferents tipus de fenols en un vi determinat varia segons el tipus de vinificació. El vi negre és més ric en els fenols que abunden a la pell i les llavors (com ara l'antocianina, les proantocianidines i els flavonols), mentre que els fenols del vi blanc procedeixen majoritàriament de la polpa i són àcids fenòlics, juntament amb quantitats menors de catequines i estilbens. Els vins negres també contenen els fenols que tenen els vins blancs.
Els fenols simples presents al vi es transformen durant l'envelliment del vi en molècules complexes, que es formen notablement per la condensació de les proantocianidines i les antocianines, cosa que explica el canvi de color. Durant l'envelliment del vi, les antocianines reaccionen amb les catequines, proantocianidines i altres components del vi per formar nous pigments polimèrics, cosa que provoca un canvi en el color del vi i una menor astringència. El contingut en polifenols total mitjà, mesurat mitjançant el mètode de Folin, és de 216 mg/100 ml en el vi negre i 32 mg/100 ml en el vi blanc. El contingut en fenols del vi rosat (82 mg/100 ml) es troba a mig camí entre el del vi negre i el del vi blanc.
En la vinificació, es fa servir el procés de maceració per augmentar la concentració de fenols al vi. Els àcids fenòlics es troben a la polpa o el suc del vi i també se solen trobar als vins blancs, que generalment no passen per un període de maceració. El procés d'envelliment en bóta també pot afegir compostos fenòlics al vi, notablement la vanil·lina, que dona una aroma de vainilla als vins.
La majoria dels fenols del vi són metabòlits secundaris, és a dir, es creu que no participen en el metabolisme primari de la vinya. Tanmateix, hi ha proves que, en algunes plantes, els flavonoides tenen un paper de reguladors endògens del transport d'auxines. Són solubles en aigua i solen ser secretats als vacúols de les vinyes en forma de glicòsids.